# James B. Adams
James B. Adams (21. prosince 1926 Corsicana, Texas – 25. dubna 2020) byl americký prokurátor a prozatímní ředitel FBI.

## Život
Během druhé světové války působil v armádě, po válce pak jako prokurátor v Texasu. Dne 9. července 1951 se stal agentem FBI na pobočce v Seattlu, později v San Francisku, v oddělení administrativy. Od roku 1959 působil i jako zvláštní odpovědný agent na pobočce v Minneapolisu a od roku 1972 v San Antoniu v Texasu.
Roku 1973 byl jmenován náměstkem ředitele FBI pro oddělení plánování a vyhodnocování. Později téhož roku zástupcem ředitele FBI Clarence M. Kelleyho. Od 15. února 1978 do 23. února 1978 působil jako prozatímní ředitel FBI. Od 6. dubna 1978 – 11. května 1979 pracoval jako zástupce ředitele FBI William Hedgcock Webstera.
Poté se vrátil do Texasu k právní praxi.